# Isopterygium gracilisetum
Isopterygium gracilisetum là một loài Rêu trong họ Hypnaceae. Loài này được (Hornsch. ex Schwägr.) A. Jaeger mô tả khoa học đầu tiên năm 1878.